# جاكوب ريتش
جاكوب ريتش هو لاعب رماية سويسري، ولد في 10 مايو 1890، وتوفي في 30 أكتوبر 1974.

## وصلات خارجية
- جاكوب ريتش على موقع أوليمبيديا (الإنجليزية)